# Бланш Лаззелл
Нетті Бланш Лаззелл (англ. Blanche Lazzell, 10 жовтня 1878, Мононгалія — 1 червня 1956, Борн) — американська художниця-графікеса, майстриня естампу та дизайнерка. Найбільш відома своїми ксилографіями, піонерка білої гравюри. Одна з перших американських модерністських художниць включала в роботи елементи кубізму та абстракції.
Народилася в невеликому фермерському місті в Західній Вірджинії, двічі подорожувала до Європи, навчалася в Парижі в Альбера Глеза, Фернана Леже та Андре Лота. З 1915 року проводила щоліта в кейп-кодському співтоваристві художників, і згодом влаштувалася в містечку Провінстаун, розташованому на далекому краю улюбленого в письменницькому та художньому середовищі півострова Кейп-Код. Співзасновниця гурту «Гравери Провінстауна» / «Provincetown Printers», члени якої експериментували з техніками естампу в стилі, що нагадує японські гравюри укійо-е.

## Життєпис

### Ранні роки
Нетті Бланш Лаззелл народилася 1878 року на фермі поблизу Мейдсвілля (Мононгалія), її матір звали Мері Пруденс Поуп, а батька — Корнелліус Кархарт Лаззелл, він був прямим нащадком Реверенда Томаса і Ганни Лаззелл, піонерів, що оселилися в Мононгалії після війни за незалежність. Батьки були ревними методистами й відвідували Бетільську методистську єпископальну церкву (англ. Bethel Methodist Episcopal Church). Бланш була дев'ятою з десяти дітей, старший брат Руфус дав їй прізвисько «Пет», в сім'ї її так звали протягом усього життя. Вона виросла на фермі розміром 200 акрів (0,81 км2), відвідувала малокомплектну школу, де учні з першого по восьмий клас навчалися з жовтня до лютого. Коли їй було 12, її мати померла.
У 15 років Лаззелл вступила до методистського коледжу у Бакгенноні. Ще до вступу вона набула часткову глухоту, хоча невідомо, якою була причина втрати слуху. В 1894 році її оглянув лікар з Балтимора, він вважав причиною порушення слуху катаральне запалення .
У 1899 році Лаззелл вступила до Університету Південної Кароліни. Відразу після випуску вона почала працювати вчителькою у школі Ред-оукс у місті Ремсі (нині Грінвотер). Весною 1900 року вона повернулася в Мейдсвілль, навчаючи там молодшу сестру Бессі.
Лаззелл прийнята до Університету Західної Вірджинії в 1901 році на відділення вишуканих мистецтв. За навчання платив батько, вона вела докладні записи видатків, а також підробляла розфарбовуванням світлин у фотостудії. Вона брала уроки малюнка та історії у Вілліама Леонарда і навчалася у Єви Габбард. У червні 1905 року Лаззелл отримала диплом. Вона продовжила навчання в університеті до 1909 року, двічі працюючи на підміні замість Габбард. У цей період Лаззелл навчалася гончарній справі, гравіюванню по золоту та розпис порцеляни.
Лаззелл записалася в Художню студентську лігу Нью-Йорка в 1908 році, де навчалася у Кеньйона Кокса та Вільяма Чейза. Джорджія О'Кіф відвідувала лігу в той же час, проте не ясно, чи були у неї спільні з Бланш заняття. 1908 року батько Лаззелл помер, і вона полишила лігу.

### Подорожі до Європи
3 липня 1912 року Бланш Лаззелл зійшла на борт лайнера SS Ivernia, на якому відбула в літній тур, організований Американським клубом мандрівників. Тур почався в Англії, шлях пролягав через Голландію, Бельгію та Італію — у цих країнах Лаззелл вивчала церковну архітектуру. У серпні вона залишила тур і вирушила до Парижа, де зупинилася в пансіоні на Лівому березі, у Монпарнасі. Вона відвідувала лекції Флоранс Гейвуд та Росітер Говард, уникала розваг і оселилася в хостелі на бульварі Сен-Мішель. У Парижі Лаззелл відвідувала уроки в Академії Гранд-Шом'єр, Академії Жуліана, Académie Delécluse, залишившись в Академії Модерну (фр. Académie Moderne), де навчалася разом з постімпресіоністом Шарлем Гереном. Там вона почувала себе найкомфортніше: академія була пов'язана з авангардом . У лютому 1913 року Лаззелл розпочала 6-тижневу поїздку Італією, протягом якої з іншими чотирма молодими жінками робила нариси. Вони поверталися до Парижа через Німеччину, і в Мюнхені Лаззелл випила свій перший кухоль пива. У квітні вона відвідала отоларинголога, який видалив новоутворення із задньої стінки її горла, це дещо покращило її слух. Художниця продовжила навчання з Гереном, він звернув увагу на її схильність до краєвиду. Протягом перебування в Парижі Лаззелл відвідувала лекції з фламандського живопису, голландського мистецтва та італійського Відродження в Луврі. Вона повернулася до США наприкінці вересня, вийшовши з Лондона на SS Arabic, що належить компанії White Star Line.
Після повернення до Моргантауна Лаззелл впритул зайнялася малюванням і в грудні 1914 року організувала персональну виставку, де виставлялися її нариси та картини. Вона орендувала студію, де викладала та продавала порцелянові розписані вироби, на продажі від яких жила.

### Провінстаун
У Моргантауні Бланш Лаззелл бракувало вражень, і вона здійснила подорож до Провінстауна в 1915 році. Там уже була сформована художня колонія, і туди звернулися художники, які рятувалися від Першої світової війни. Стелла Джонсон і Джессі Фремонт Геррінг, двоє компаньйонок Бланш з подорожі до Італії, вже жили в Провінстауні, тому Лаззелл зупинилася в будинку матері Джонсон. Бланш брала ранкові уроки пленеру в Чарльза Хоторна в Кейп-кодська школа, там вона познайомилася з фовізмом. Восени Лаззелл повернулася до Моргантауна і влаштувала виставку в своїй студії в жовтні.
Наступного літа вона знову вирушила до Провінстауна, де попросила викладача Олівера Шейфа (англ. Oliver Chaffee) навчити її техніці «білої гравюри» (англ. white-line woodcut), що походить від японської техніки ісідзурі-е (яп. 石摺り絵), яку винайшов Артур Веслі Доу. Біла гравюра була взята у користування групою художників, які провели в Провінстауні минулу зиму. Біла гравюра відрізнялася від «ісідзурі-е» тим, що для неї було достатньо однієї дошки. Малюнки наносилися на дошку, а незаймані тонкі лінії відокремлювали їх одна від одної. Лаззелл та інші майстри білої гравюри створили об'єднання «Провінстаунські поліграфісти»; пізніше вони домоглися визнання в країні. Незадовго до нового 1916 року Лаззелл з'їздила до Мангеттена, де навчалася разом з Гомером Боссом і проводила аналіз кольору з Вілліамом Шумахером. Дві її білих гравюри виставлялися на щорічній виставці Провінстаунської художньої асоціації 1917 року.
|  | Оригінальність, простота, свобода вираження, і, насамперед, чесність, разом із чисто обрізаною дошкою – критерії гарної гравюри. |

Влітку 1917 року вона проводила час у Бердкліффській колонії, поселенні художників у Вудстоку в Нью-Йорку. Також вона навчалася разом з Вільямом Зорахом та Ендрю Дасбургом. Влітку 1918 року Лаззелл переїхала до Провінстауна, перетворивши на студію старий рибальський будинок, що розташований на березі Провінстаунської гавані. Вона проводила зими в Моргантауні та Мангеттені до 1922 року, завжди повертаючись у Провінстаун влітку. Крім Провінстаунських поліграфістів, вона входила до Провінстаунської асоціації мистецтв та «Вітрильної майстерні», провінстаунського клубу художниць.
Хоча богемна атмосфера Провінстауна була далека від скромної та відчуженої натури Бланш Лаззелл, вона знайшла там кількох близьких пдруг та друзів, включаючи Аду Гілмор, Агнес Вейнріч та Отто Карла Натса. Бланш Лаззелл стала близькою подругою Саймона Сміта, колишнього викладача англійської мови, який покинув викладання і переїхав до Провінстауна. Художниця була присутня на Дні подяки в його сім'ї в 1918 році, але, попри романтичні стосунки, вони не одружилися.
У 1919 році Лаззелл виставлялася в Мангеттені, в Тачстоунській галереї, разом з Вейнрічем, Мері Кіркап та Флорою Шонфільд. У тому ж році провінстаунські поліграфісти виставлялися в Детройтському інституті мистецтв в експозиції «Кольорова ксилогравюра у виконанні американських художників» (англ. Wood Block Prints in Color by American Artists). Серед робіт було зображення річки Мононгахіла, виконане Лаззелл у студії Шумахера в Бердкліфф. Критики та галереї порівнювали провінстаунських граверів з модерністами, вони продовжували виставлятися протягом наступних років у Чикаго, Лос-Анджелесі, Філадельфії, Балтиморі та Новому Орлеані.
Лаззелл перетворила свою студію на житловий будинок і розмістила навколо будівлі великі короби з квітами. Берізка і мадейра обплели будівлю аж до даху, а сад при студії став пам'яткою. Лаззелл проводила чаювання, на яких пригощала гостей своїми солодощами. У цей період Лаззелл виготовляла білі гравюри та монопринти, а також давала уроки ксилогравюри.

### Повернення до Європи
Лаззелл повернулася до Європи в 1923 році разом з Таннагілл та Кеше (англ. Kaesche), вирушивши в тур Італією, і провела два місяці в Кассі, а потім зупинилася в Парижі наприкінці літа. Подруга Флора Шенфільд вмовила її пофарбувати волосся, щоб бути схожою на інших жінок їхнього кола.
У Парижі Лаззелл навчалася кубізму та абстрактного мистецтва у Глеза, Лота, Леже. Роботи Лаззелл у 1923 році виставляли в Осінньому салоні та Американському жіночому клубі.
Бланш Лаззелл повернулася до Моргантауна в серпні 1924 року після того, як її сестра Бессі народила сина.

### Останні роки
Лаззелл прив'язалася до племінниці, Френсіс Рід, для якої стала вчителькою та взірцем поведінки. Шість років Бланш працювала в комітеті, який обирав роботи для Щорічної виставки модерну (англ. Annual Modern Exhibition). А 1926 року вона повернулася до Провінстауна і на місці старої студії побудувала нову будівлю, оскільки старий будинок був занадто холодним для зими. Вона брала участь у виставі «50 гравюр року» (англ. Fifty Prints of the Year), передавши туди роботи «Фіолетова ваза» (англ. The Violet Jug) та «Дерева» (англ. Trees). Особливо сильно на неї сильно вплинув Глез, і вона створила кілька робіт у стилі абстрактного кубізму, заснованих на принципі золотого перетину, у тому числі «Картина VIII» (англ. Painting VIII).
Лаззелл входила до міжнародної групи художників Société Anonyme та в 1928 році стала наставницею художниці Кетрін Драєр на прохання ради директорів групи. Пізніше вона вступила до Нью-Йоркського товариства художниць і до Товариства незалежних художників. Вона почала привносити абстрактне мистецтво в гравюру і до кінця десятиліття створила кілька дизайнів настінних килимів. Взимку 1929 року вона приїхала до Моргантауна і почала давати там уроки. Серед її учениць була Елла Герґерсгаймер .
У 1934 році Лаззелл стала однією з двох жителів Західної Вірджинії, які отримали грант Федерального проєкту підтримки мистецтва через Управління громадських робіт (Works Progress Administration). Того ж року за 14 тижнів вона створила фреску «Справедливість» у залі засідань Моргантаунського суду. Лаззелл продовжувала експериментувати з гравюрою, і в 1935 році проходила навчання в Провінстауні разом зі знаменитим абстракціоністом-імпресіоністом Гансом Гофманом. У пізніх роботах Лаззелл помітний вплив просторової теорії Гофмана. Художниця довго вивчала квіти, і робота 1948 року "Червона та біла петунія" (англ. Red and White Petunia) здобула перший приз на виставці Американського товариства кольорового естампу.
1956 року здоров'я Бланш Лаззелл почало погіршуватися, і наприкінці травня її госпіталізували до Борна з підозрою на швидкий інсульт. Першого червня у неї таки стався інсульт, і вона померла на 78-му році. Похована поруч із батьком на цвинтарі Бетел (англ. Bethel Cemetery) в Мейдсвіллі.

## Стиль
Хоча Бланш Лаззелл найбільше відома своїми білими гравюрами, вона також працювала з керамікою, вишитими килимами, живописом, зокрема гуашшю. На її картинах зазвичай зображені пейзажі та гавань Провінстауна, квіти. Вона створила безліч натюрмортів. Абстрактні роботи Бланш поєднували синтетичний та аналітичний кубізм, часто зображуючи яскраві геометричні фігури. Вона була однією з перших художниць США, що працювали у стилі модернізму.
Художні полотна Бланш Лаззелл насичені яскравими та витонченими квітами. Вона віддавала перевагу французьким акварельним пігментам, які дозволяли отримати на дошці об'ємні зображення. Вона зазвичай працювала з вишневими або липовими дошками, знімаючи з кожної три або чотири відбитки. З 1916 по 1955 рік Лаззелл створила 138 гравюр.
Хоча вона була однією з піонерів білої гравюри і відіграла важливу роль у розвитку абстрактного мистецтва в США, її роботи деякий час були забуті. Зі збільшенням інтересу до сучасного естампу, особливо білої гравюри, популярність Лаззелл почала зростати. У 2012 році на аукціоні її естамп «Човен» (англ. Sail Boat) був проданий за 106 200 долара США.